# Бертакарі
Бертакарі (груз. ბერთაკარი) — село в Грузії.
За даними перепису населення 2014 року в селі проживає 120 осіб.